# Spoorlijn Luxey - Mont-de-Marsan
De spoorlijn Luxey - Mont-de-Marsan was een Franse spoorlijn van Luxey naar Mont-de-Marsan. De lijn was 45,2 km lang.

## Geschiedenis
De lijn werd geopend door de Chemin de fer de Luxey à Mont-de-Marsan op 12 juli 1906.
Personenvervoer werd opgeheven in 1955, goederenvervoer was er tot 1959.

## Aansluitingen
In de volgende plaatsen is of was er een aansluiting op de volgende spoorlijnen:
Luxey
lijn tussen Le Nizan en Luxey
Mont-de-Marsan
RFN 642 000, spoorlijn tussen Marmande en Mont-de-Marsan
RFN 644 000, spoorlijn tussen Nérac en Mont-de-Marsan
RFN 652 000, spoorlijn tussen Morcenx en Bagnères-de-Bigorre
RFN 654 000, spoorlijn tussen Dax en Mont-de-Marsan

## Galerij

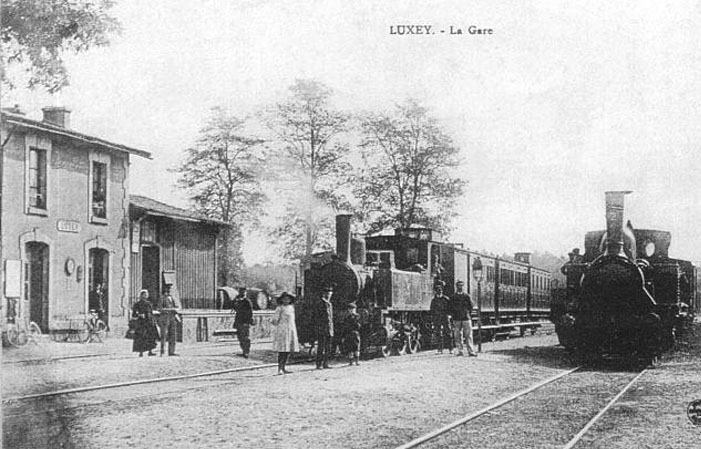
Station Luxey rond 1900.
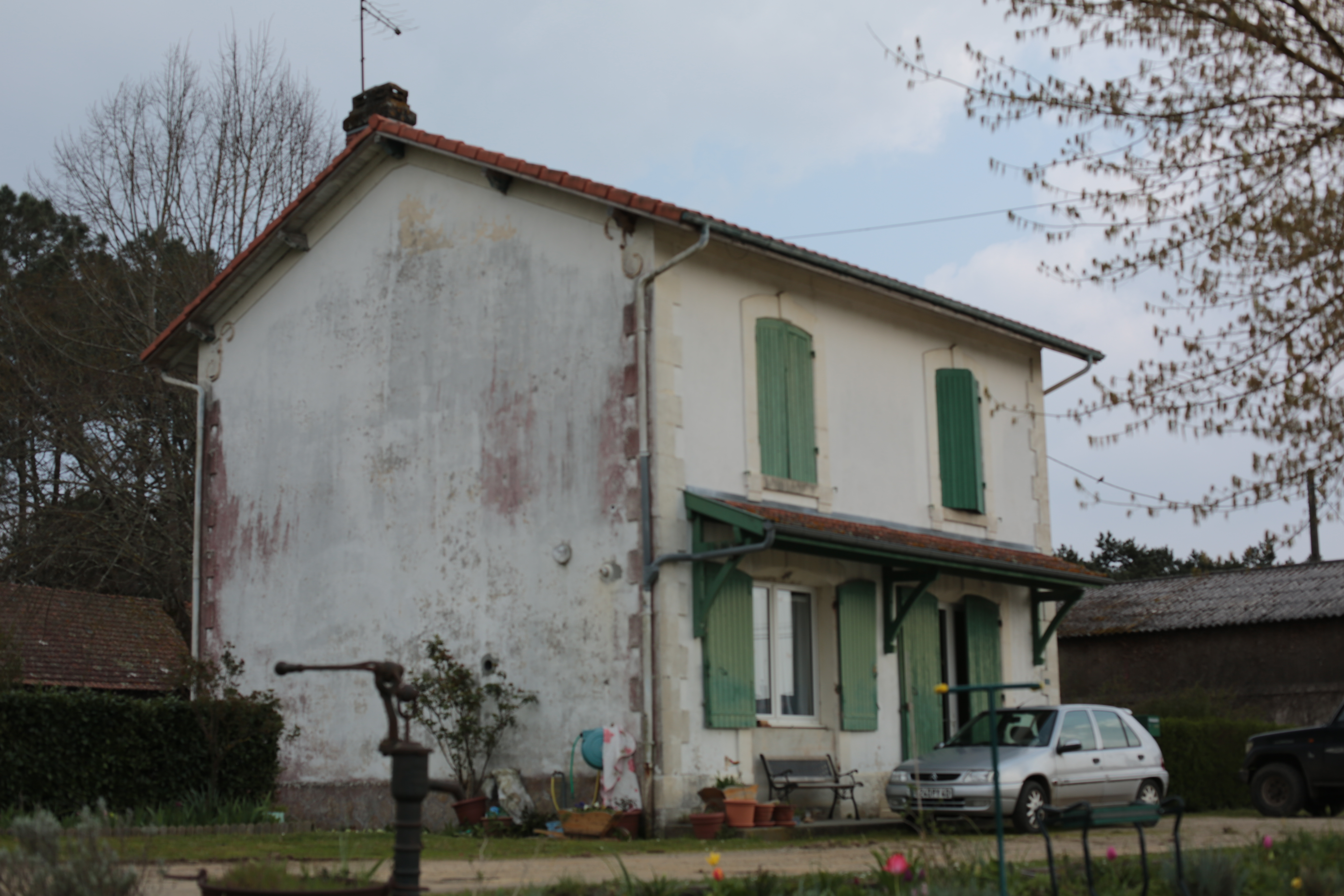
Voormalig station Brocas.
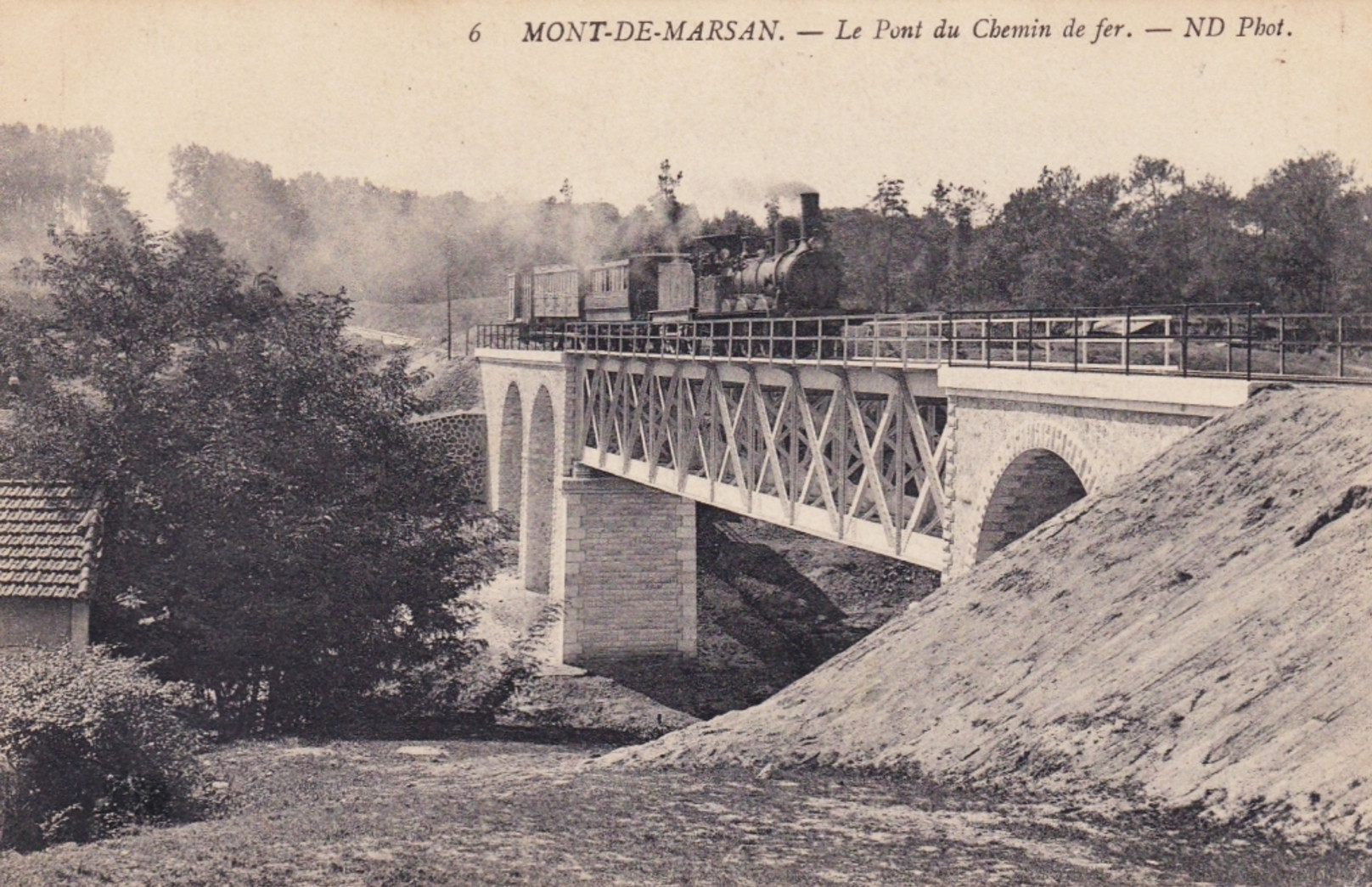
Spoorbrug over de Midouze.